# Survival Story
Albums de Flobots
Fight with Tools
(2007) The Circle in the Square
(2012)
Singles
1. White Flag Warrior
Sortie : 2 février 2010

Survival Story est le troisième album studio de Flobots, sorti le 16 mars 2010.
L'album s'est classé 11e au Top Rock Albums, 14e au Top Digital Albums et 44e au Billboard 200.

## Liste des titres
| No  | Titre                                       | Durée |
| --- | ------------------------------------------- | ----- |
| 1.  | Cracks in the Surface                       | 2:55  |
| 2.  | The Effect                                  | 4:27  |
| 3.  | Defend Atlantis                             | 5:03  |
| 4.  | If I                                        | 3:43  |
| 5.  | White Flag Warrior (featuring Tim McIlrath) | 3:41  |
| 6.  | By the Time You Get This Message...         | 5:37  |
| 7.  | Airplane Mode                               | 5:43  |
| 8.  | Whip$ and Chain$                            | 3:56  |
| 9.  | Good Soldier                                | 4:06  |
| 10. | Superhero                                   | 3:22  |
| 11. | Infatuation (featuring Matt Morris)         | 4:26  |
| 12. | Panacea for the Poison                      | 4:05  |